# Chorvatská akademie věd a umění
Chorvatská akademie věd a umění, chorvatsky Hrvatska akademija znanosti i umjetnosti, často označovaná jen zkratkou HAZU, je národní akademickou institucí Chorvatska. Jejím cílem je povzbuzování, organizování, propagování a uplatňování vědecké práce, rozvoj uměleckých a kulturních aktivit a šíření chorvatského kulturního dědictví doma i ve světě. Akademie sídlí v chorvatském hlavním městě Záhřebu, v parku Zrinjevac. Byla založena roku 1866 pod patronací a díky finančnímu daru chorvatského biskupa Josipa Juraje Strossmayera. Jako datum vzniku je někdy též uváděn rok 1861, kdy o vzniku instituce rozhodl chorvatský parlament Sabor. Vznikla pod názvem Jugoslávská akademie věd a umění (Jugoslavenska akademija znanosti i umjetnosti), protože její zakladatel z ní chtěl udělat ústřední vědeckou a uměleckou instituci všech jižních Slovanů, a to dávno před vznikem jugoslávského státu. Na chorvatskou byla přejmenována roku 1991. Prvním předsedou akademie byl významný chorvatský historik Franjo Rački. V momentě svého vzniku měla 16 členů, v roce 2020 již 134. Kromě řádných členů má ovšem také čestné členy, korespondenty a přidružené členy. Akademie je rozdělena do devíti tříd: 1) společenské vědy, 2) matematické, fyzikální a chemické vědy, 3) přírodní vědy, 4) lékařské vědy, 5) filologické vědy, 6) literatura, 7) výtvarné umění, 8) hudební umění a hudební věda, 9) technické vědy.

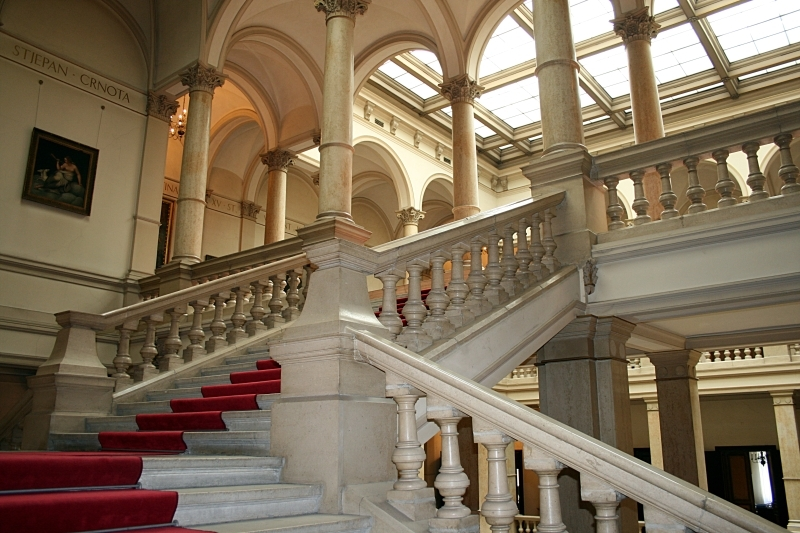
Interiér sídla

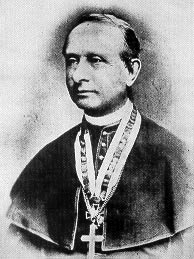
První předseda Franjo Rački

Na vznik akademie navázalo obnovení Záhřebské univerzity v roce 1874, které bylo rovněž dílem aktivity biskupa Strossmayera. Byl to rovněž Strossmayer, kdo inicioval stavbu reprezentativního sídla akademie, tzv. Akademického paláce v záhřebském parku Zrinjevac. Palác v historistním, novorománském slohu byl dokončen v roce 1880. V roce 1884 do něj Strossmayer zapůjčil sbírku 256 obrazů starých mistrů. Ty jsou v Akademickém paláci vystaveny do současnosti, což z něj činí rovněž jednu z nejvýznamnějších uměleckých galerií v Záhřebu. V roce 1867 začala akademie vydávat časopis Rad. V roce 1882 začala vydávat vlastní časopis každá ze tříd akademie. V roce 1887 vydala akademie svou první ročenku zvanou Ljetopis. K nejznámějším členům akademie v minulosti patřili Vatroslav Jagić, Nikola Tesla, Mihailo Petrović, Dragutin Gorjanović-Kramberger, Andrija Mohorovičić, Ivan Meštrović, Leopold Ružička, Vladimir Prelog, Ivo Andrić, Miroslav Krleža nebo Franjo Tuđman.